# Hakea petiolaris
Hakea petiolaris (лат.) — кустарник или небольшое дерево, вид рода Хакея (Hakea) семейства Протейные (Proteaceae). Эндемик юго-западной Австралии, встречается на прибрежных равнинах, в ярровых лесах, в регионе Уитбелт, часто на древних гранитных обнажениях Западной Австралии. Цветёт кремовыми, розовыми или фиолетовыми цветами.

## Ботаническое описание
Hakea petiolaris — вертикальный куст или дерево до 9 м в высоту. Листья имеют характерный бледно-серый цвет и имеют длину 5,5–15 см и ширину 2,5–6 см. Цветы расположены в группах, которые появляются на небольших ветвях или в разветвлениях. Соцветия примерно сферические и содержат от 120 до 200 отдельных цветов. Каждый цветок имеет длину 1,4–1,8 см и белый или кремовый цвет с околоцветником, цвет которого варьируется от розового до фиолетового. Древесные семенные капсулы длиной 2–3,5 см и шириной 1–2 см. Каждая капсула распадается на клапаны и высвобождает 2 тёмно-коричневых или чёрных крылатых семени.

## Таксономия
Вид Hakea petiolaris был описан немецким ботаником Карлом Мейсснером в 1845 году с использованием коллекции, сделанной в Йорке Людвигом Прейссом. Видовой эпитет — от латинского слова petiolus, означающего «маленький, тонкий стебель». Эпитет petiolaris относится к листьев, расположенных на особенно заметных стеблях.
Различают три подвида, отличающиеся размерами своих листьев и цветом околоцветника с возрастом:
- Hakea petiolaris petiolaris Meisn. имеет цветки, которые темнеют до лилового, а затем розового цвета и имеют более мелкие листья, чем у других подвидов. Это кустарник или небольшое дерево, высотой от одного до двух метров, с лигнотубером и цветами в июне[5][6][7].

- Hakea petiolaris trichophylla Haegi имеет цветки, которые темнеют до лилового, а затем бордового цвета. Это большой кустарник или дерево, высотой более трех метров и иногда достигающее девяти метров. Семена высвобождаются из капсул после пожара, подвид не регенерирует из лигнотубера в ответ на огонь. Цветёт с апреля по июнь[8][9][10][11]. Волосы на листьях, которые отливают серо-зелёными оттенками во время цветения, не исчезают со временем; наличие постоянных волосков упоминается в эпитете trichophylla, который происходит от древнегреческого tricho-, означающего «волосатый» или «волосоподобный», и -phyllus, означающего «лиловый»[9][12]. В древнегреческом phyllon (греч. φύλλον) означает «лист»[13].

- Hakea petiolaris angusta Haegi имеет цветки, которые темнеют до лилового и затем розовато-лилового. Кустарник или небольшое дерево, высотой 1-2 м, цветёт с марта по май[14][15][16]. Эпитет angusta - латинское слово, означающее «узкий», «узкий», «стройный» или «худой»[3].

## Распространение и местообитание
- Hakea petiolaris petiolaris произрастает в ярровых лесах, обычно вблизи гранитных обнажений между хребтом Дарлинг и Йорком в биогеографических регионах Авон-Уитбелт, Джарра-Форест и Прибрежная равнина[6].

- Hakea petiolaris trichophylla произрастает вблизи гранитных обнажений в кустарниках возле холмов Вонган и с разобщенными популяциями вблизи Кунуноппина и природного заповедника Туттаннинг к востоку от Пингелли в биогеографических регионах Эйвон Уитбелт, Джарра Форест и Малли[9].

- Hakea petiolaris angusta известен только из нескольких небольших популяций, растущих вокруг гранитных обнажений вблизи Пингаринга в биогеографическом регионе Мелле округа Уитбелт[15].

## Охранный статус
Вид Hakea petiolaris классифицируется как «не угрожаемый» Департаментом парков и дикой природы правительства Западной Австралии.

## Культивирование

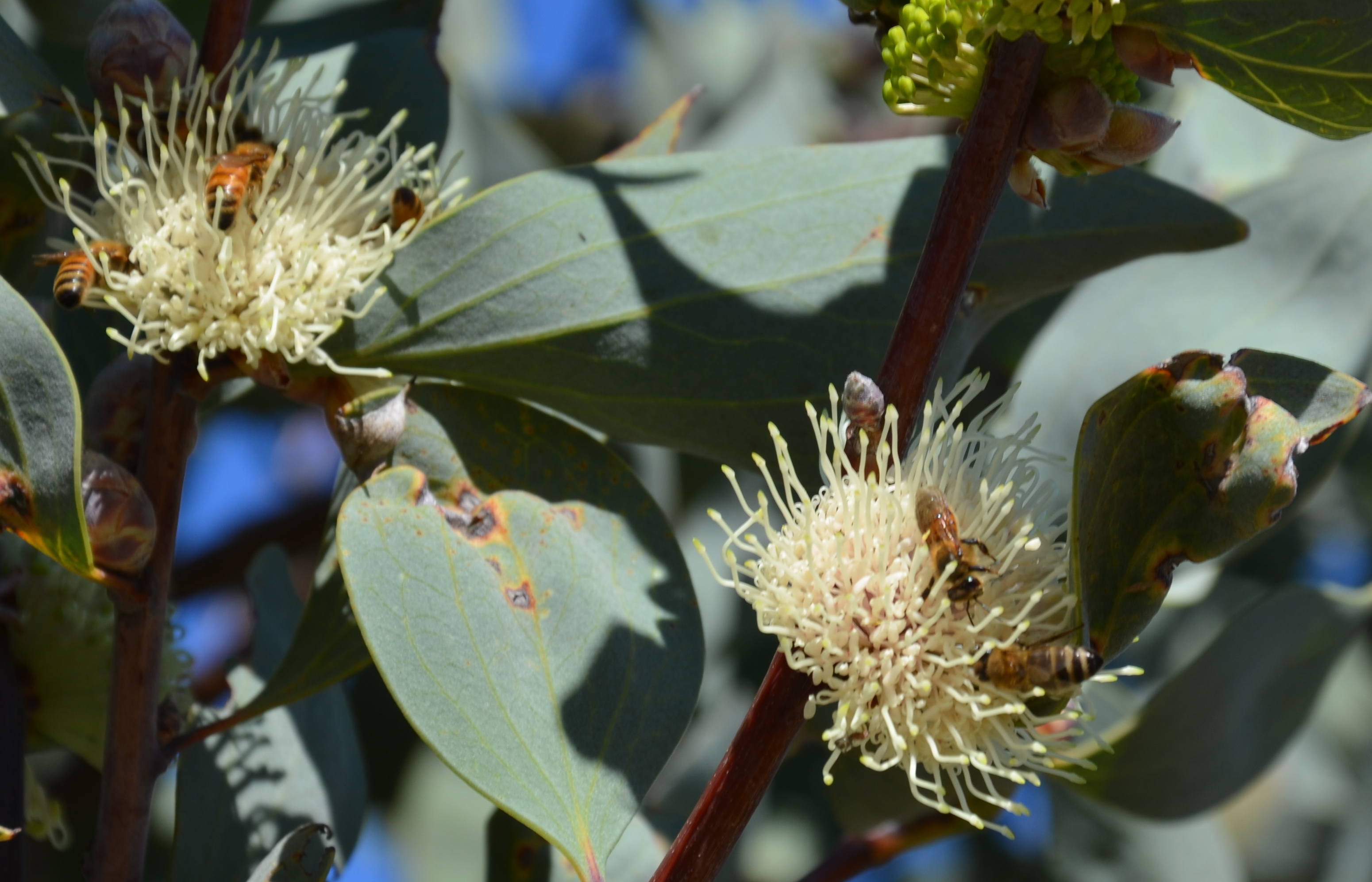
Пчёлы на цветущей Hakaea petiolaris, культивируемой в Прибрежной равнине (Западная Австралия).

Вид размножается из семян, растёт в виде большого куста или дерева примерно до 10 м высотой и около 2 м шириной. В садоводстве используется в качестве заграждения от ветров или живой изгороди или высаживается как одиночное растение. Быстрорастущий и выносливый вид, морозостойкий, привлекает птиц. Рекомендуется благодаря декоративному виду цветов и привлекательности для птиц. Скопления бледно-красных цветов, контрастирующих с белыми столбиками, представлены на ости листьев в период австралийской осени или зимы. Растение успешно выращивается в урбанизированных суб-прибрежных районах южной Австралии. Наиболее распространенным подвидом в культивировании является H. petiolaris trichophylla.

## Экология
Расположение цветов у стебля (каулифлория) может быть реликтовой характеристикой того времени, когда в регионе доминировал высокий лес, и опылители, такие как птицы, перемещались в густом навесе листьев подэтажных видов.